# John Goodlad
John Inkster Goodlad (ur. 19 sierpnia 1920 w North Vancouver (Kolumbia Brytyjska), zm. 29 listopada 2014 w Seattle) – amerykański pedagog, profesor Uniwersytetu Kalifornijskiego w Los Angeles, w latach 1967-1983 dziekan wydziału edukacji - Graduate School of Education (w 1994 połączony w UCLA Graduate School of Education and Information Studies). W późniejszych latach wykładowca University of Washington. Był redaktorem naczelnym czasopisma naukowego Educational Technology. Zajmował się głównie dydaktyką, nauczaniem początkowym oraz treściami kształcenia.

## Ważniejsze prace
- School Curriculum and the Individual (1966)
- The Changing School Curriculum (1966)
- The Dynamics of Educational Change (1975)
- Facing the Future (1976)
- A Place Called School (1984)
- Teachers for Our Nation's Schools (1990)[2]